# Мартуни (Грузия)
Мартуни (груз. მარტუნი, арм. Մարտունի) — село в Грузии, на территории Ахалкалакского муниципалитета края (мхаре) Самцхе-Джавахети.

## География
Село находится в южной части Грузии, в пределах Ахалкалакского плоскогорья, на берегах реки Паравани, на расстоянии приблизительно 0,5 километра (по прямой) к югу от города Ахалкалаки, административного центра муниципалитета. Абсолютная высота — 1710 метров над уровнем моря.

## Население
По результатам официальной переписи населения 2014 года, в Мартуни проживало 207 человек (99 мужчин и 108 женщин). В национальной структуре населения армяне составляли 99,5 %, грузины — 0,5 %.
| Год  | Население, человек |
| ---- | ------------------ |
| 2002 | 232                |
| 2014 | ↘ 207              |